# Povos indígenas do Espírito Santo
As terras do atual Estado do Espírito Santo eram habitadas por diversos povos indígenas pertencentes ao tronco Tupi e outros troncos como os pataxó, os botocudos e os purí-coroado. Os povos do interior ao norte eram chamados de Botocudos, sendo-lhes atribuído comportamento hostil e belicoso, além da prática de antropofagia. No litoral, os povos tupi também foram hostis ao colonizador, porém de hábitos um pouco diferentes.
Na região Sul do atual estado e na região da Serra do Caparaó e Serra do Castelo, os povos menos hostis.  Os demais povos eram os aimorés e os goitacás.
Na região norte do Espírito Santo vários povos ocupavam as regiões do Vale dos rios Cricaré e Doce, entre eles os Pataxós, Maxacalis e Botocudos que imigraram de Minas Gerais e ocuparam toda essa região.[carece de fontes?]

## Povos de Atualmente
Atualmente, Aracruz é o único município capixaba que possui índios aldeados no estado do Espírito Santo, com duas etnias: Tupiniquim e Guarani. São nove aldeias assim distribuídas: quatro guaranis e cinco tupiniquins.[carece de fontes?]